# Ted Kooser
Ted Kooser, född 25 april 1939 i Ames i Iowa i USA, är en amerikansk poet.
Ted Kooset tog kandidatexamen på Iowa State University 1962 och magisterexamen på University of Nebraska 1968. Han har sammanlagt gett ut tolv diktsamlingar. Han har varit förläggare och undervisar i engelsk litteratur på University of Nebraska i Lincoln. Han är gift med Kathleen Rutledge, som tidigare varit redaktör på Lincoln Journal Star.
På svenska finns urvalsvolymen Det här är alltså Nebraska (svensk tolkning Per Helge, Ariel, 2014).
Ted Kooser har mottagit Pulitzer-priset i poesi 2005 för Delights and Shadows. Han bor i Garland i Nebraska och mycket av hans oeuvre handlar om Great Plains. 
Dikter ur samlingen Winter Morning Walks: One Hundred Postcards to Jim Harrison, som i mycket berör Koosers tankar om cancer, har tonsatts av Maria Schneider och finns på Schneiders Grammy-prisbelönade album Winter Morning Walks från 2013.